# 16 березня
16 березня — 75-й день року (76-й у високосні роки) в григоріанському календарі. До кінця року залишається 290 днів.

## Свята і пам'ятні дні

### Міжнародні
- День «Все, що ви робите — це правильно»
- День квілінга
- День губ

### Національні
- Словаччина: День інженера
- Литва: День книжкових контрабандистів
- Латвія: День пам'яті легіонерів
- Казахстан: День республіканської гвардії
- США: День страв з серцевини артишоку

### Релігійні
- Всіх преподобних отців, що в подвизі просіяли
- Св. мч. Савина й папи

Православ'я:
- Апостола Аристовула, єп. Вританійського (Британського).
- Мученика Савина.
- Мученика Папи.
- Сщвященномученика Олександра, єпископа Римського.
- Мученика Юліана Аназаврського.
- Сщвященномучеників Трофима і Фала, пресвітерів Лаодикійських.

### Іменини
✙ Православні: Савин, Олександр, Юліан, Трофим.
✝  Католицькі: Ізабелла, Ренат

## Події
- 587 до н. е. — цар Вавилонії, Навуходоносор II, захопив Єрусалим (дата за Хронікою Навуходоносора)
- 870 — заснування в Болгарії православної церкви.
- 1521 — під час першої навколосвітньої подорожі португальський мореплавець Фернан Магеллан досягнув берегів сучасних Філіппін; через півтора місяця він загинув у сутичці з місцевими жителями.
- 1669 — укладені Глухівські статті між гетьманом Лівобережної України Дем'яном Многогрішним і московським урядом.
- 1815 — принц Віллем проголосив себе першим королем Обʼєднаного Королівства Нідерландів.
- 1827 — почав виходити «Журнал свободи[en]» — перша в Сполучених Штатах газета, заснована афроамериканцями.
- 1851 — Іспанія і Ватикан уклали конкордат, що за ним католицька церква визнавалась єдиною державною, а вся освіта відповідала католицькій доктрині.
- 1870 — у Москві відбулася прем'єра увертюри «Ромео і Джульєтта» Петра Чайковського.
- 1880 — за підозрою в революційній агітації заарештований український поет Іван Франко.
- 1900 — офіційна дата відкриття Мінойської цивілізації англійським археологом Артуром Евансом.
- 1917 — у Києві відбулася велика маніфестація — День свята революції. У ході мітингу кияни знищили міський пам'ятник Столипіну.
- 1917 — російський великий князь Михайло Александрович, брат Миколи II, зрікається престолу на користь Установчих зборів.
- 1919 — більшовицькі війська штурмом беруть в Петрограді будівлю Путіловського заводу, що страйкував, заарештовано до 900 робітників
- 1919 — у США вперше випробували бездротовий телефон для переговорів з літаком.
- 1921 — укладено Московський договір між РРФСР та урядом Ататюрка. Всупереч умовам Севрського договору, до Туреччини перейшли Карська область і Сурмалінський повіт колишньої Російської імперії, що їх вірмени вважають своїми етнічними землями. Вірменське населення згодом залишило ці території.
- 1923 — римська поліція заборонила свист та інші прояви невдоволення грою акторів у театрах.
- 1928 — був відкритий астероїд 1303 Лютера.
- 1936 — з конвеєра Горьківського автомобільного заводу зійшов перший радянський автомобіль — лімузин марки «М-1».
- 1941 — британські війська почали контрнаступ проти італійських військ, маючи на меті повернення контролю на Британським Сомалілендом.
- 1960 — у Нью-Йорку представлений перший автомобіль на сонячних батареях.
- 1962 — СРСР запустив у космос супутник «Космос-1».
- 1962 — Хрущов оголосив про те, що СРСР має міжконтинентальну ракету.
- 1966 — був запущений космічний корабель «Джеміні-8».
- 1978 — у Римі ліворадикали з «Червоних бригад» викрали впливового політика Альдо Моро і через 54 дні вбили його.
- 1979 — китайські війська вийшли з Вʼєтнаму, поклавши край китайсько-вʼєтнамській війні.
- 1979 — було розпущено Багдадський пакт.
- 1988 — газова атака на курдське місто Халабджа іракською армією, внаслідок чого загинуло кілька тисяч його мешканців.
- 1990 — у Львові розпочала роботу перша сесія відродженого Наукового товариства імені Тараса Шевченка.
- 1995 — Міссісіпі формально ратифікував Тринадцяту поправку до Конституції США, ставши останнім штатом, що офіційно заборонив рабство.
- 1998 — папа Римський Іван Павло II вибачився за бездіяльність та мовчання багатьох католиків під час Голокосту.
- 2001 — чеченці захопили російський літак ТУ-154. Літак «Внуковських авіаліній» чартерного рейсу Москва-Стамбул-Москва був захоплений чеченцями невдовзі після вильоту зі Стамбула. Саудівська влада дозволила посадку літака в аеропорті міста Медина. При захопленні літака саудівський спецназ убив трьох — стюардесу, пасажира-турка і одного з терористів.
- 2006 — Генеральна Асамблея ООН майже одностайно проголосувала за утворення Ради з прав людини.
- 2014 — відбувся незаконний так званий «референдум» в Криму. Для остаточної реалізації плану окупації Росією Криму маріонетковою адміністрацією було проведено імітацію референдуму щодо статусу автономії.
- 2022 — у префектурі Фукусіма (Японія) стався землетрус магнітудою 7,3, загинуло 4 людини.
- 2022 — Авіаудар по Маріупольському театру

## Народились
Дивись також Категорія:Народились 16 березня
- 1750 — Кароліна Гершель, німецько-англійський астроном, сестра і помічниця Фрідріха Вільгельма Гершеля (†1848).
- 1751 — Джеймс Медісон (англ. James Madison), 4-й президент США (1809–1817).
- 1771 — Антуан-Жан Гро, французький художник першої третини XIX ст.
- 1787 — Георг Симон Ом, німецький фізик, автор одного з основних законів електричних кіл (закон Ома.
- 1839 — Арман Сюллі-Прюдом, французький поет, перший Нобелівський лауреат з літератури.
- 1846 — Адріян Прахов, відомий київський археолог, історик мистецтв, художній критик, професор Київського університету, очільник розписів Володимирського собору.
- 1859 — Олександр Попов, фізик і електротехнік, один з винахідників радіо.
- 1882 — Христина Алчевська, українська письменниця, драматург, прозаїк, поетеса і педагог; дочка Олексія Кириловича і Христини Данилівни Алчевських.
- 1883 — Соня Грін, американська письменниця, видавець-аматор українського походження, дружина Говарда Лавкрафта.
- 1894 — Юрій Дараган, український поет, представник «празької школи».
- 1897 — Іларіон Завгородній, військовий діяч часів УНР, отаман Холодного Яру.
- 1911 — Йозеф Менгеле, німецький лікар, який проводив досліди над в'язнями Освєнціма.
- 1917 — Віктор Тищенко, український літературознавець, педагог, дослідник фольклору.
- 1923 — Дмитро Маркевич, швейцарський віолончеліст, викладач і музикознавець українського походження. Праправнук українського історика Миколи Андрійовича Маркевича, молодший брат диригента Ігора Маркевича.
- 1941 — Бернардо Бертолуччі, італійський кінорежисер, володар «Оскара» («Маленький Будда», «Останнє танго в Парижі»).
- 1944 — Микола Підгорний, український живописець.

## Померли

Мирослав Січинський

Дивись також Категорія:Померли 16 березня
- 37 — Тиберій, римський імператор з династії Юліїв-Клавдіїв.
- 1736 — Джованні Баттіста Перголезі, італійський композитор, скрипаль і органіст.
- 1898 — Обрі Бердслі, англійський художник-графік, ілюстратор, декоратор, поет, представник англійського естетизму і стилю модерн кінця ХІХ ст.
- 1930 — Мігель Прімо де Рівера, іспанський державний діяч, генерал, диктатор.
- 1940 — Сельма Лагерлеф, шведська письменниця.
- 1968 — Маріо Кастельнуово-Тедеско, італійський композитор.
- 1975 — Ті-Боун Вокер, американський блюзовий гітарист.
- 1979 — Мирослав Січинський, український громадсько-політичний діяч.
- 1979 — Жан Моне, французький економіст.
- 1998 — Дерек Бартон, англійський хімік, лауреат Нобелівської премії 1969 року.
- 2003 — Лоуренс Г'ю Аллер, американський астроном.